# 津市立安濃小学校
津市立安濃小学校（つしりつあのうしょうがっこう）は、三重県津市安濃町にある公立小学校。

## 概要
- 校舎：3階建
- 運動場
- 講堂兼屋内体育館
- プール

## 沿革
- 1875年（明治8年） - 安濃学校を開設
- 1883年（明治16年） - 安濃学校ほか3校を統合、存養学校設立
- 1947年（昭和22年） - 安濃村立安濃小学校に改名
- 2006年（平成18年） - 津市立安濃小学校に改名
- 2022年（令和4年）　ｰ長寿命化改修工事を実施[1]

## 周辺
教育施設
・安濃保育園
・安濃幼稚園
スーパー
・食材工房ぜにや
日用品店
・コメリ安濃店
・ジップドラッグ安濃店
公共施設
・安濃公民館
・サンヒルズ安濃
商店
・西本商店
・西本商会

## 交通アクセス
- 近鉄津新町より市場往きバスに乗って曽根バス停で下車し、徒歩で約8分